# Narcissus papyraceus
Narcissus papyraceus là một loài thực vật có hoa trong họ Amaryllidaceae. Loài này được Ker Gawl. mô tả khoa học đầu tiên năm 1806.

## Hình ảnh

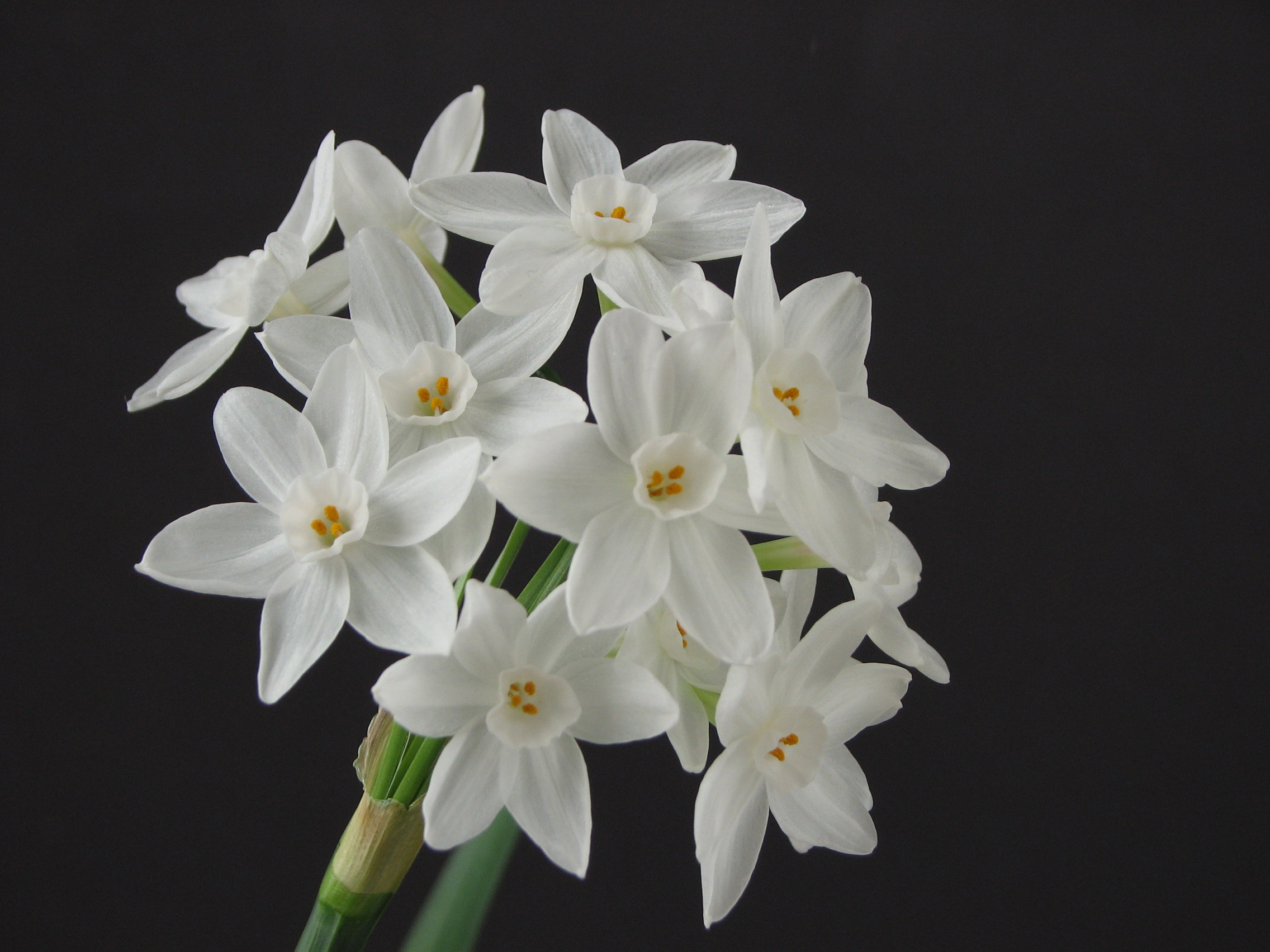
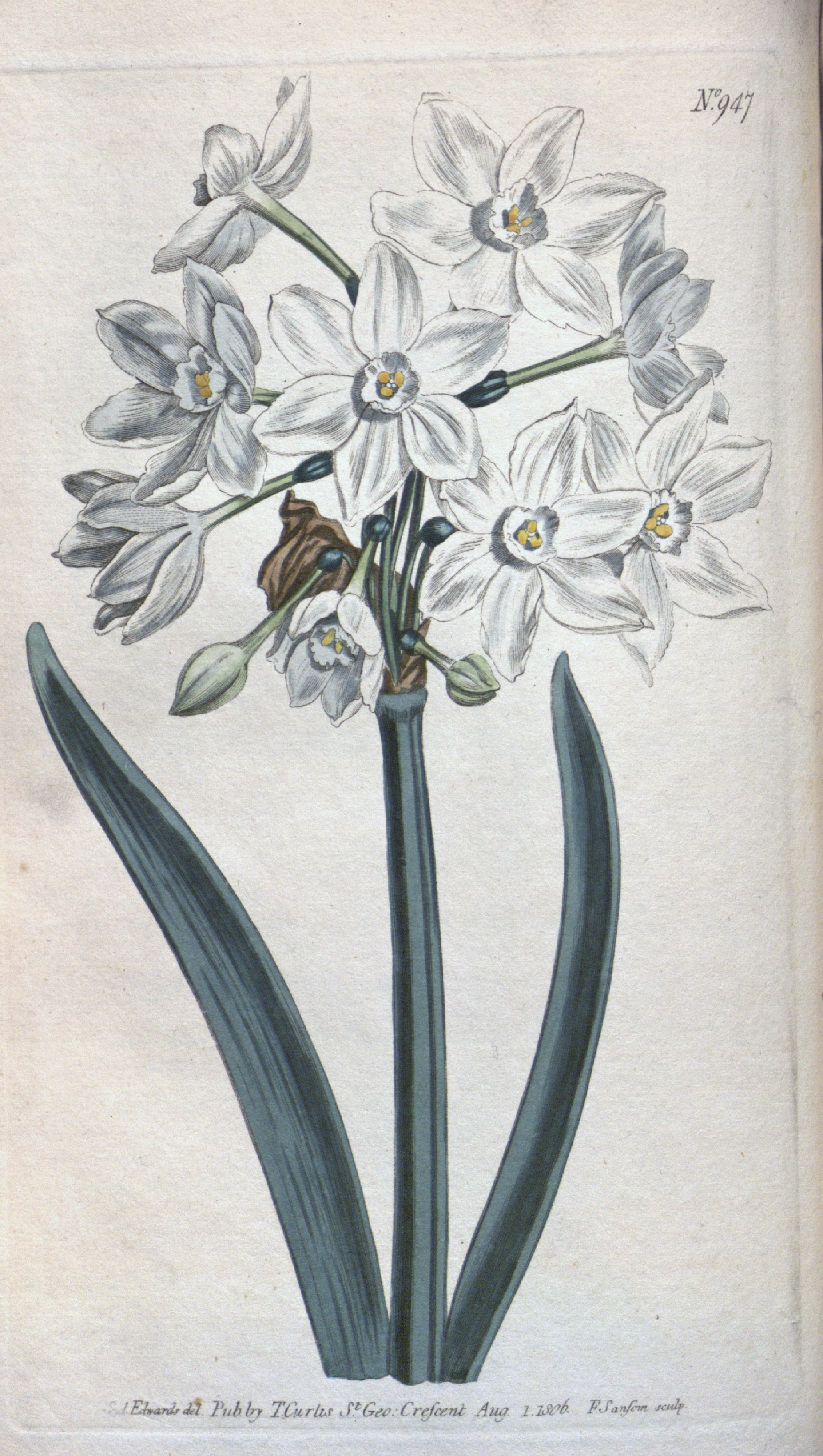
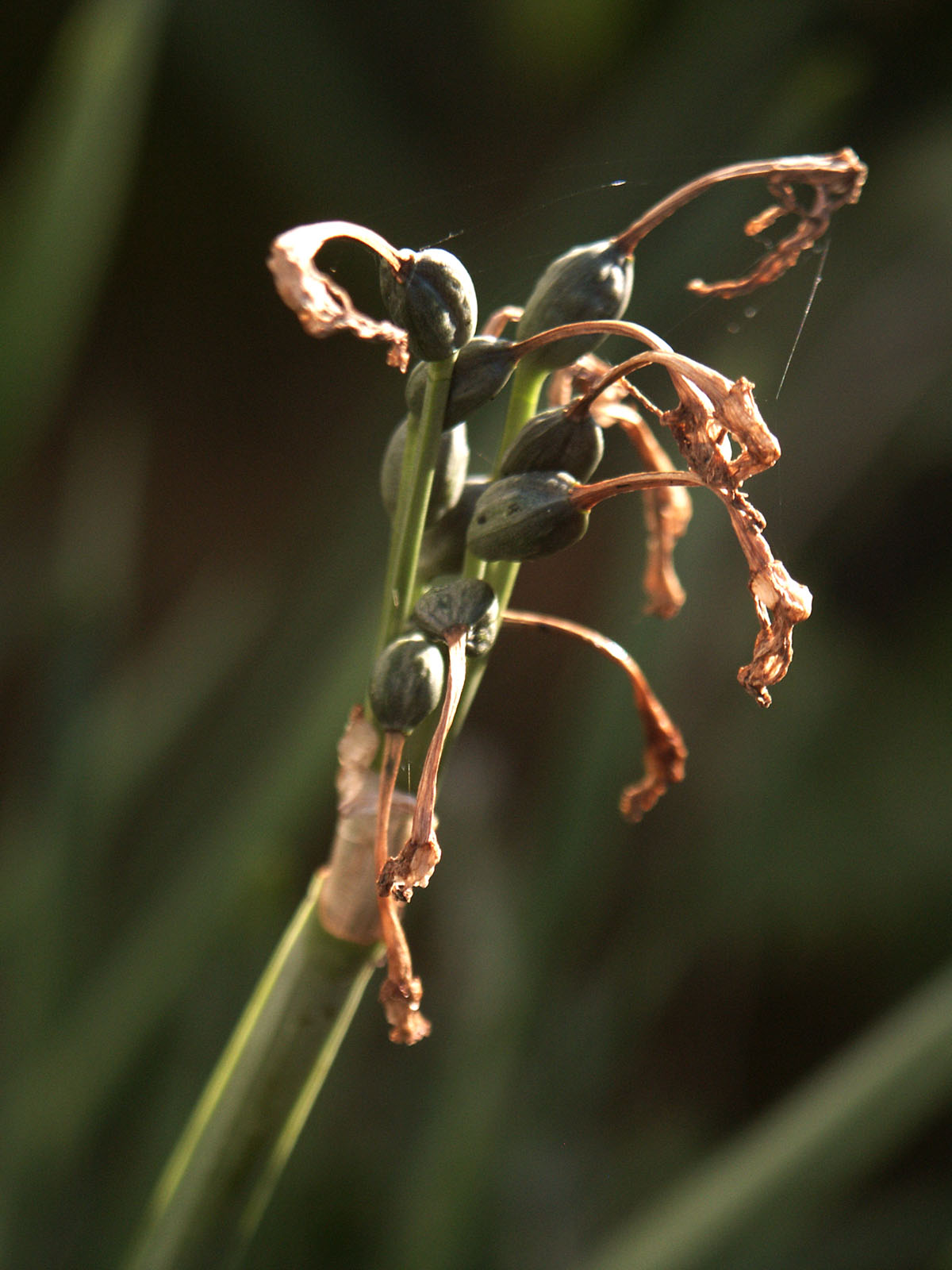
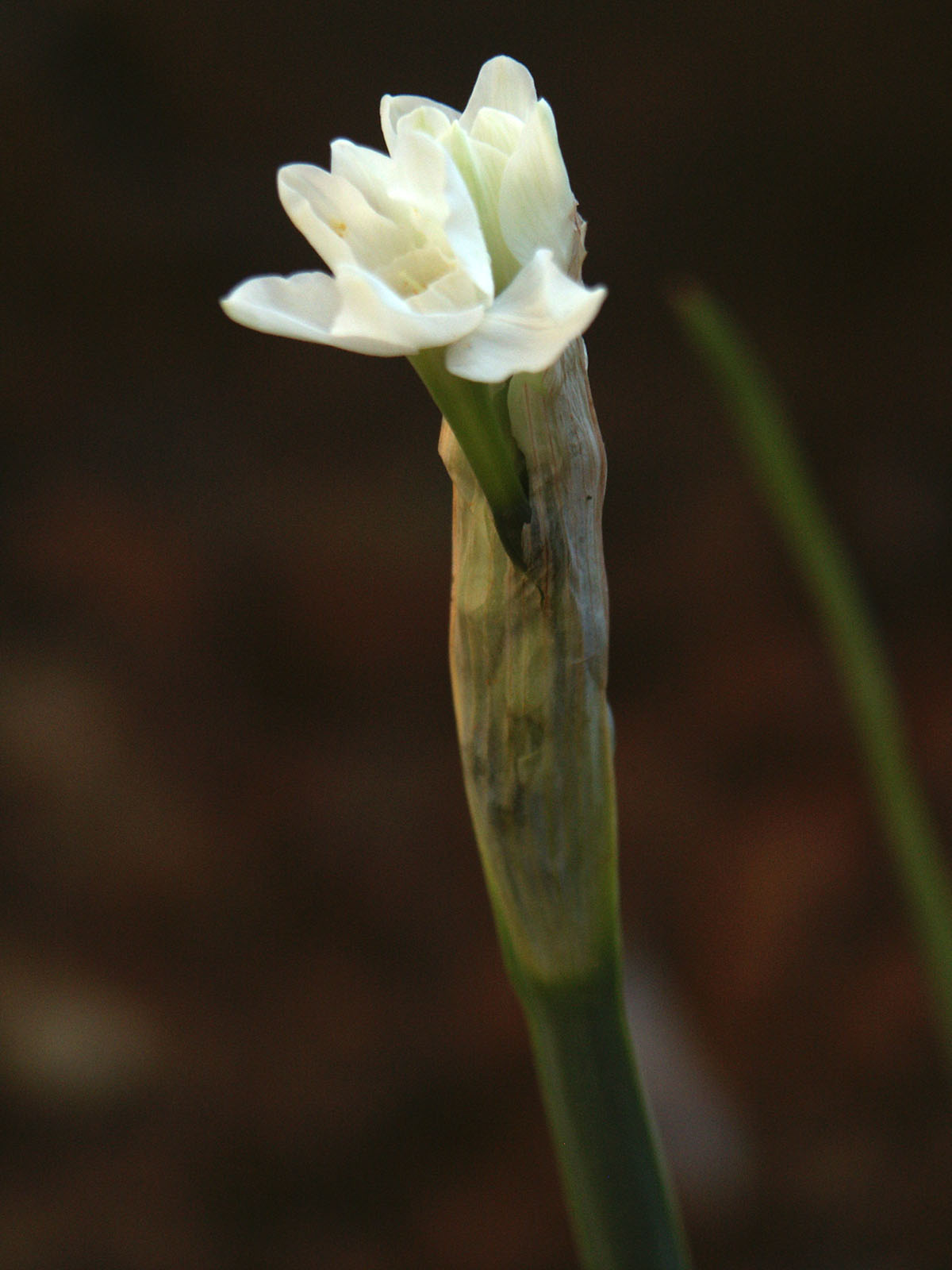